# منطقة براتبجرا (أتر برديش)
براتبجرا رمزها «PR» (بالإنجليزية: Pratapgarh)‏ ، هو تقسيم إداري لدولة الهند تتبع ولاية أتر برديش (بالإنجليزية: Uttar  Pradesh)‏ ، مركزها هو مدينة براتبجرا (بالإنجليزية: Pratapgarh)‏ عدد سكانها حسب تعداد سنة 2001 هو 2,727,156 ، مساحتها 3,717 كم² وكثافة السكان 734 لكل كم² .